# Dobromir
Dobromir (in turco Dobromir) è un comune della Romania di 2 933 abitanti, ubicato nel distretto di Costanza, nella regione storica della Dobrugia.
Nel 2001 il 50% della popolazione parlava il turco, che è seconda lingua ufficiale assieme al romeno. 
Il comune è formato dall'unione di sei villaggi: 
- Cetatea (Asırlık)
- Dobromir (Dobromir)
- Dobromiru din Deal
- Lespezi (Tekeköy)
- Pădureni (Nastradin)
- Văleni (Yenişenli)